# Strasbourg Achenheim Truchtersheim Handball
Pour les articles homonymes, voir ATH.
Actualités
Le Strasbourg Achenheim Truchtersheim Handball, abrégé en SATH et surnommé Piraths Handball, est un club féminin de handball français basé à Achenheim et Truchtersheim dans le Bas-Rhin.
Le club est promu en deuxième division pour la saison 2018-2019 et s'y maintient pour la saison 2019-2020. De 2014 à 2020, le club est entrainé par Aurélien Duraffourg, ancien entraîneur du Havre AC et premier entraîneur salarié du club. En 2021, il devient ensuite manager général du club et laisse son poste d'entraîneur à Jan Bašný.

## Historique
Le club est issu de la fusion en 2008 des clubs des deux villes, le Truchtersheim HCL et le FSE Achenheim, ce dernier ayant remporté le championnat de France de Nationale 1 en 2002.
En 2013-2014, la section féminine évolue en deuxième division.
en 2014-2015, de retour en nationale 1, le club finira à la quatrième place avec un effectif ayant subi de grands changements. En 2015-2016, l'équipe féminine finira à une très belle deuxième place après un parcours remarquable ponctué de 2 défaites et un match nul, précédée par l'équipe de l'ASUL Lyon.
Le 17 août 2023 et à l'occasion de sa montée en première division pour la saison 2023-2024, le club change de nom pour devenir le Strasbourg Achenheim Truchtersheim Handball (SATH), aussi surnommée Piraths Handball.

## Palmarès
- Championnat de France de Division 2 :
  - Vice-champion en 2023
- Championnat de France de Nationale 1 (3) :
  - Champion en 2002 (FSE Achenheim), 2013 et 2018

## Personnalités liées au club

### Encadrement
- Laurent Astier : président depuis mai 2020[5]
- Jan Bašný : entraîneur depuis 2021
- David Cochin : président de juin 2014[6] à mai 2020[7]
- Aurélien Duraffourg : entraîneur de 2014 à 2021 puis manager général depuis 2021[8]

### Joueuses
Parmi les joueuses ayant évolué au club, on trouve : 
- Claire Allienne : de 2007 à 2009
- Lidija Cvijić : de 2022 à
- Raïssa Dapina : de 2016 à 2017
- Ana Đurić : de 2011 à 2014
- Irene Fanton : depuis 2022
- Laura Flippes : de 2005 à 2013
- Roxanne Frank : de 2014 à 2017
- Ouided Kilani : de ? à 2010
- Roseline Ngo Leyi : de 2013 à 2014
- Wendy Obein : de 2017 à 2019
- Daniela Pereira : de ? à ?
- Aminata Sow : de ? à 2012